# Mujer del Sendero del Búfalo Ternero
Mujer del Sendero del Búfalo Ternero o Mujer del Sendero del Ternero de Búfalo, o Mujer Valiente, (c. 1844–1879) fue una mujer cheyenne del norte que salvó a su hermano guerrero herido, el jefe Se Divisa, en la batalla de Rosebud en junio de 1876. Su rescate ayudó a reunir a los guerreros cheyennes para ganar la batalla. Luchó junto a su marido en la batalla de Little Bighorn nueve días después. En 2005, los narradores cheyennes del norte rompieron más de cien años de silencio sobre la batalla y atribuyeron a Mujer del Sendero del Búfalo Ternero el golpe que derribó al teniente coronel George Armstrong Custer de su caballo antes de morir. 

## Biografía
Durante la Batalla de Rosebud, los cheyennes y los lakota, aliados bajo el liderazgo de Caballo Loco, se estaban retirando y dejaron al herido jefe Se Divisa en el campo de batalla. De repente, Mujer del Sendero del Búfalo Ternero entró al campo de batalla a toda velocidad y agarró a su hermano, llevándolo a un lugar seguro. Su valiente rescate hizo que los cheyennes se volvieran a unir y derrotaran al general George Crook y sus fuerzas. En su honor, los cheyennes llamaron a la Batalla de Rosebud "La lucha donde la chica salvó a su hermano".
También se documenta que luchó en la batalla de Little Bighorn, junto a su marido Coyote Negro. En junio de 2005, los cheyennes del norte rompieron su silencio de más de 100 años sobre el enfrentamiento. En un relato público de la tradición oral, los narradores tribales hablaron de cómo fue Mujer del Sendero del Búfalo Ternero quien dio el golpe que derribó a Custer de su caballo antes de morir en la batalla de Little Big Horn. En 2017, Wallace Bearchum, director de servicios tribales de los cheyennes del norte, señaló que era una "excelente tiradora", pero fue un garrote y no un arma de fuego lo que utilizó para derribar al general Custer de su caballo.
Después de rendirse ante los EE. UU., ella, su esposo Coyote Negro y sus dos hijos fueron reubicados con la mayoría de los cheyennes del norte en la reserva cheyenne del sur en el territorio indio (actual Oklahoma). En septiembre de 1878, ella y su familia formaron parte del Éxodo Cheyenne del Norte, una fuga de la reserva de Oklahoma a su hogar ancestral en Montana. En el camino, su marido disparó y mató a un jefe cheyenne llamado Grulla Negra, y su familia, compuesta por ocho personas, fue desterrada de la banda de cheyennes de Pequeño Lobo. Después de esto, Coyote Negro y otros dos cheyennes atacaron a dos soldados estadounidenses en Mizpah Creek en Montana, matando a uno. Los soldados llegaron desde Fort Keogh y persiguieron a la familia, capturándolos cinco días después, el 10 de abril de 1879. Este evento se conoció como el incidente de Mizpah Creek. El pequeño grupo fue llevado a Miles City, Montana, donde los tres hombres fueron juzgados por asesinato y programados para ser ejecutados el 8 de junio de 1879. Mientras su marido estaba en prisión, Mujer del Sendero del Búfalo Ternero murió, "algunos dijeron que por la enfermedad de la tos del hombre blanco" (difteria o tuberculosis), en mayo de 1879 en Miles City. Cuando Coyote Negro se enteró de esto, se ahorcó en prisión.